# Neosiro richarti
Espèce
Synonymes
- Siro richarti Benavides & Giribet, 2017

Neosiro richarti est une espèce d'opilions cyphophthalmes de la famille des Sironidae.

## Distribution
Cette espèce est endémique d'Idaho aux États-Unis. Elle se rencontre dans le comté d'Idaho dans la forêt nationale de Nez Perce.

## Description
Le mâle holotype mesure 1,66 mm et la femelle paratype 1,81 mm.

## Systématique et taxinomie
Cette espèce a été décrite sous le protonyme Siro richarti par Benavides et Giribet en 2017. Elle est placée dans le genre Neosiro par Karaman en 2022.

## Étymologie
Cette espèce est nommée en l'honneur de Casey Richart.

## Publication originale
- Giribet, Benavides & Merino-Sáinz, 2017 : « The systematics and biogeography of the mite harvestman family Sironidae (Arachnida : Opiliones : Cyphophthalmi) with the description of five new species. » Invertebrate Systematics, vol. 31, no 4, p. 456–491.